# Froelichia juncea
Froelichia juncea är en amarantväxtart som beskrevs av Benjamin Lincoln Robinson och Jesse More Greenman. Froelichia juncea ingår i släktet Froelichia och familjen amarantväxter. Inga underarter finns listade i Catalogue of Life.